# Любимова, Анастасия Александровна
Анастаси́я Алекса́ндровна Люби́мова (род. 26 июня 1986, Москва), известная как Настя Любимова — российская певица и автор песен.

## Биография
Анастасия Любимова родилась 26 июня 1986 года в Москве третьим ребёнком в семье учителей. В раннем детстве родители отвели Настю в балетный кружок, куда она ходила неохотно, отдавая предпочтение пению. Родители увлечение пением не поддерживали, и по их настоянию Настя поступила в Московскую государственную академию хореографии, откуда была отчислена спустя два года обучения по причине превышения допустимого роста. После этого Настя Любимова поступила в школу классического танца Геннадия Ледяха и продолжала обучение до 8-го класса. В 2002 году она окончила школу с красным дипломом по специальности «артист балета». Танцевала на сцене Кремлёвского Дворца и в Большом театре, ездила на гастроли за границу и на год оставалась жить в Греции, где работала на массовых мероприятиях и снялась в русско-греческом телесериале «Загадочный дом», который вышел в прокат только на территории Греции.
Осенью 2008 года Настя Любимова решила начать карьеру певицы и совместно с Эл Реем организовала группу под названием «Вдох-Выдох». Клипы на их треки «Город мечты» и «Тайна» буквально взорвали хит-парады многих музыкальных телеканалов, а сами песни находились долгое время в горячей ротации на российских и украинских радиостанциях. Однако вскоре группа распалась — по официальной версии их музыкальные предпочтения разошлись, и Настя Любимова начала свою сольную карьеру, однако позже в интервью она назвала истинную причину распада коллектива, которой оказался конфликт между участниками группы на финансовой почве.
Первым совместным треком Любимовой стал дуэт с DJ-проектом Sound Hackers «Нереальная любовь», записанный в 2010 году. Трек сразу же попал в горячую ротацию радиостанций, а чуть позже на него был снят клип. Однако сам проект «Настя Любимова» был презентован только лишь в июне 2012 года.

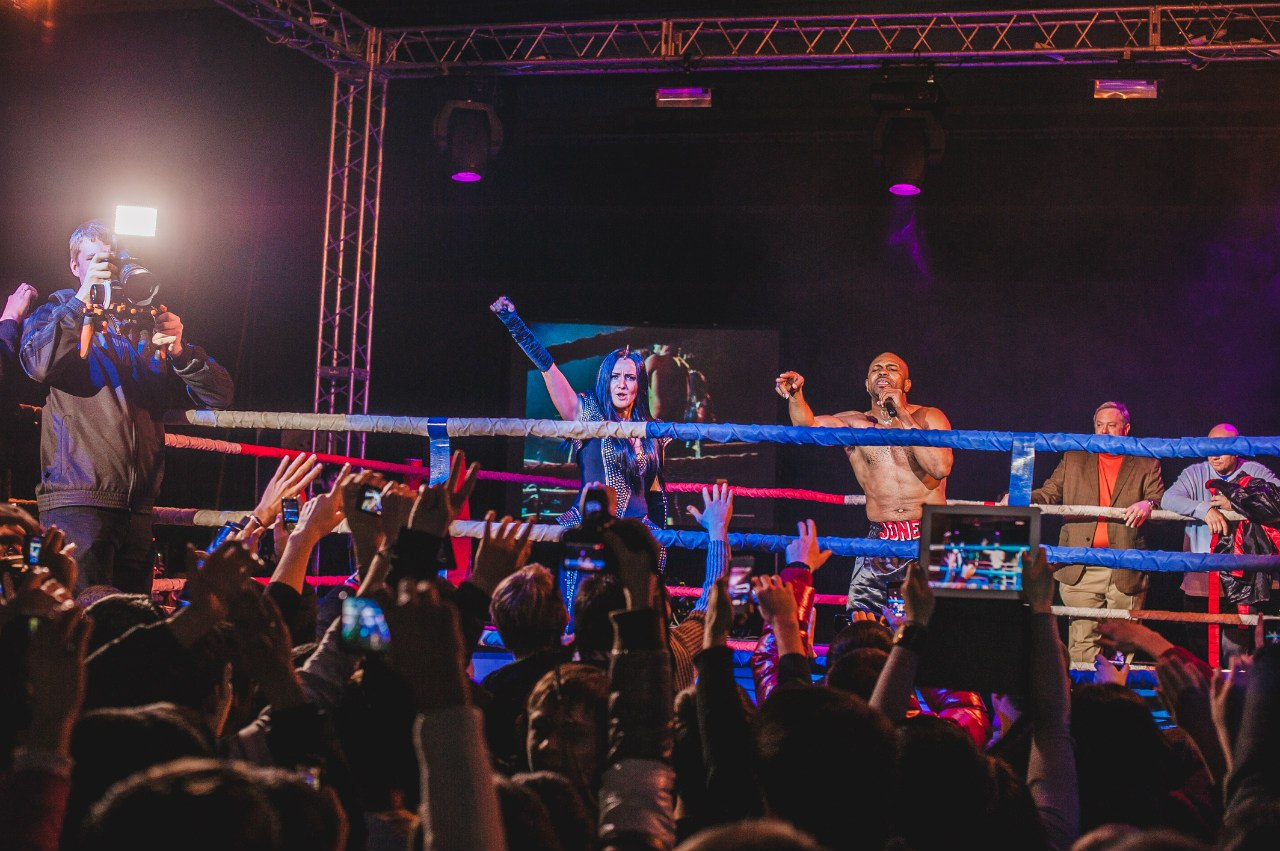
Настя Любимова и Рой Джонс во время совместного тура

В ноябре 2012 года Настя Любимова в качестве специального гостя приняла участие в турне боксёра Роем Джонсом по России. Джонс выбрал артистку, считая, что она лучше всего вписывается в его нестандартное шоу: «У нас было огромное количество предложений от известных в России артистов, реперов, но мы выбрали Настю, потому что ее энергетика совпадает с нашей. Уверен, что после турне она станет настоящей звездой». В конце 2013 года у певицы вышел видеоклип на трек «Rock Star» с Роем Джонсом.
Летом 2014 года Настя Любимова была выбрана Мисс Экспедиция.
В 2014 году вышла совместная с рэпером ST1M песня «Мода на любовь», которая получила плотные ротации на музыкальных телеканалах.
В 2015 году вышла песня «Магия любви», которая позже стала саундтреком к сериалу «Легко ли быть молодым?» на ТНТ.
В том же году Любимова выпустила англоязычный мини-альбом Fantasy. По словам самой певицы, песню «I Don’t Know» из этого альбома взяли на американский муз-портал Vevo.
В ноябре 2015 года Настя Любимова презентовала свою песню «Ядовитый дым», на которую также был выпущен клип.

## Дискография
Студийные альбомы
- 2015 — Fantasy EP
- 2015 — I See You. The Remixes